# X Dywizjon Bombowy

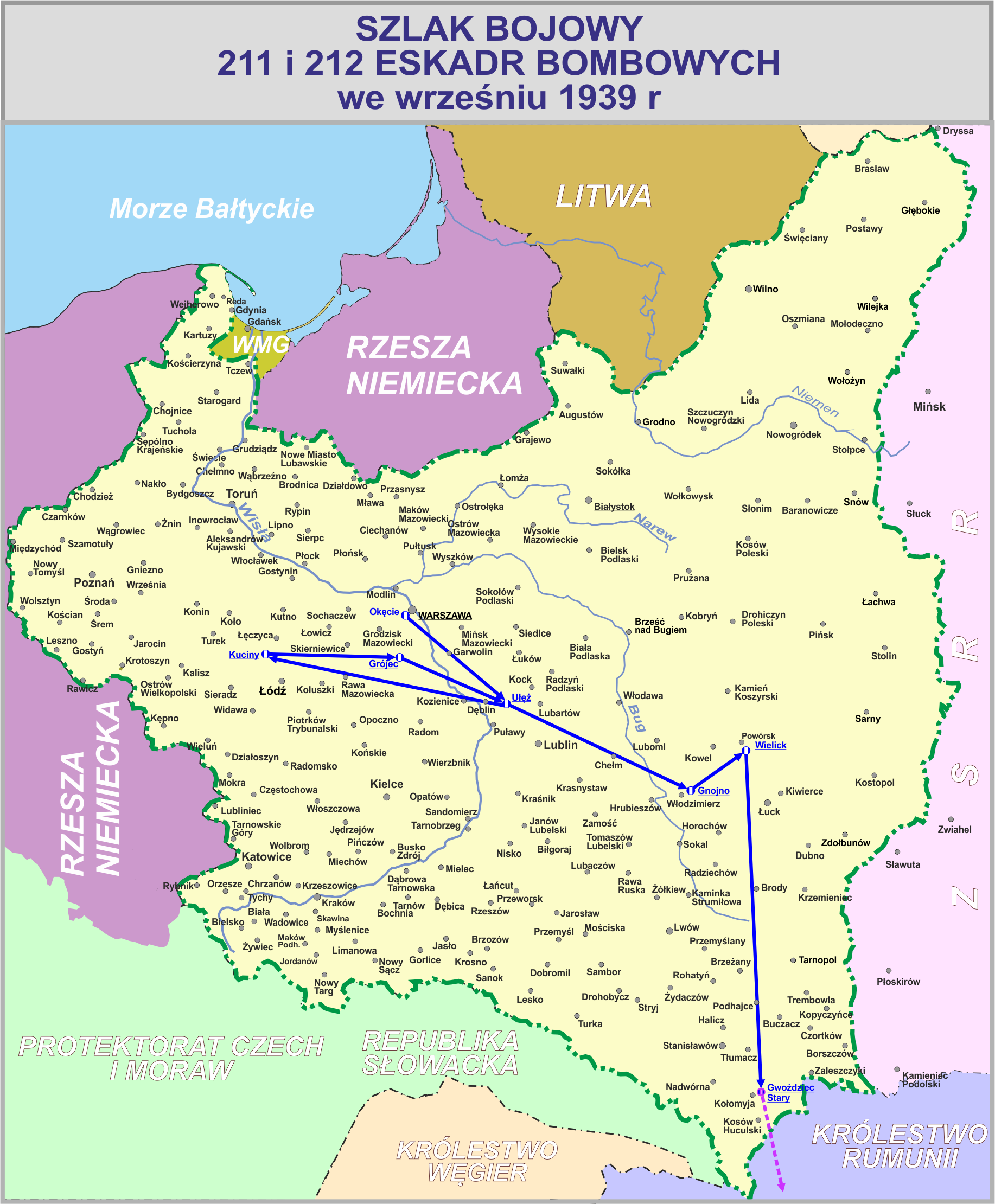

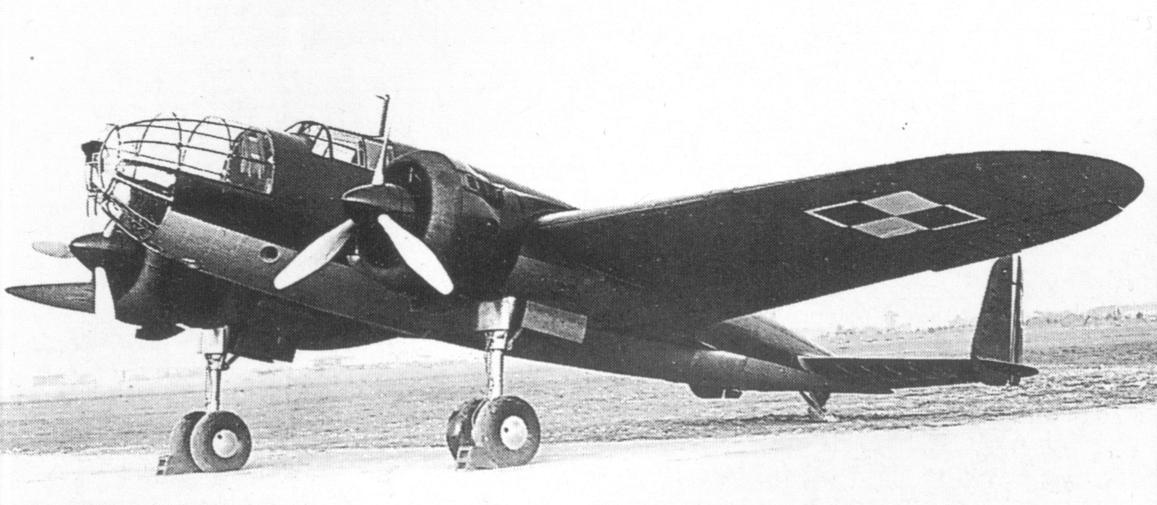
PZL.37 Łoś

X Dywizjon Bombowy, poprzednio 210 Dywizjon Bombowy – pododdział lotnictwa bombowego Wojska Polskiego okresu II Rzeczypospolitej, wchodzący we wrześniu 1939 roku w skład Brygady Bombowej.

## Historia
W 1925 w 1 Pułku Lotniczym stworzono II Dywizjon Lotniczy, złożony z 13 i 14 Eskadr Lotniczych. Jego pierwszym dowódcą został kpt. pil. Jan Petrażycki. W 1926 jednostkę przemianowano na II Dywizjon Niszczycielski, a w 1928 na II Dywizjon Niszczycielski Nocny. 14 Eskadrę Lotniczą przemianowano wówczas na 211 Eskadrę Niszczycielską Nocną, a 13 Eskadrę przesunięto do I Dywizjonu Liniowego. W 1929 Dywizjon został rozszerzony o 212 Eskadrę Niszczycielską Nocną, w 1930 o 113 Eskadrę Myśliwską Nocną, a w 1931 o 213 Eskadrę Niszczycielską Nocną. W 1932 nazwę zmieniono na II/1 Dywizjon Bombowy. W 1934 113 Eskadra została przekształcona w jednostkę zapasową i wyłączona ze składu Dywizjonu.
Wiosną 1938 roku został wycofany z pierwszej linii i przejściowo wyposażony w samoloty PZL.23 Karaś, po czym począwszy od października eskadry otrzymały docelowe bombowce PZL.37 Łoś. W tym samym miesiącu Dywizjon wszedł w skład Zgrupowania Bombowego przy 1 Pułku Lotniczym wraz z V/1 Dywizjonem Bombowym. W marcu 1939 II/1 Dywizjon został rozwiązany, a z Eskadr 211 i 212 utworzono 210 Dywizjon Bombowy w składzie Zgrupowania Bombowego.
31 sierpnia 1939 roku 210 Dywizjon Bombowy został przenumerowany na X Dywizjon Bombowy i wszedł w skład Brygady Bombowej.

## Skład
- 211 eskadra bombowa
- 212 eskadra bombowa

## Obsada personalna
- Dowódca: ppłk. pil. Józef Werakso
- Oficer takt. oper.: kpt. obs. Marian Dydziul[6]
- Oficer nawig. bomb.: por. obs. Tadeusz Rylski[6]
- Oficer techn.: por. lot. Jerzy Unger[6] †1940 Katyń[7]
- Miejsce stacjonowania : Ułęż
- Wyposażenie: 18 samolotów PZL.37B Łoś i PZL.37Abis Łoś oraz 3 samoloty Fokker F.VIIB/3m

## Dowódcy dywizjonu
- kpt. pil. Jan Petrażycki (1925-1926)[8]
- kpt. pil. Witold Rutkowski (1928-1929)[9]
- mjr pil. Andrzej Płachta (1929-1931)[9]
- mjr obs. Stanisław Luziński (1931-1933)[10]
- mjr pil. Michał Bokalski (1934-1935)[11][12]
- mjr pil. Józef Werakso (1935-1937)[13]
- mjr pil. Lotariusz Paweł Arct (1937-† 13 XII 1938[14])
- mjr/ppłk pil. Józef Werakso (1938-1939)[15]